# Frédérick Terme
Pour les articles homonymes, voir Terme.
Frédérick Terme, né le 21 février 1825 à Lyon et mort le 29 décembre 1881 à Paris, est un journaliste français.

## Biographie
Jean-Jacques-Frédéric Terme, dit Frédérick Terme, est le fils de Jean-Marguerite Billiet et de Jean-François Terme, docteur en médecine, futur maire de Lyon et député du Rhône. Frédéric est le frère cadet de Jean-Marie « Joannès » Terme, qui sera également élu député du Rhône.
Frédérick Terme se destine tout d'abord à une carrière diplomatique. Il débute celle-ci vers 1845, comme attaché au consulat de Christiania. Lors de la Révolution de février 1848, il est consul à Trieste. À ce titre, il défend les intérêts de ses compatriotes face aux troubles provoqués par la Première guerre d'indépendance italienne.
Après son retour en France, Terme se consacre au journalisme. En juin 1866, il rachète à Ernest Feydeau le journal L'Époque, dont il devient le rédacteur en chef. Malgré l'acquisition du quotidien par Auguste Dusautoy puis la nomination de Clément Duvernois en tant que directeur politique, Terme conserve ses fonctions en 1867.
En février 1869, après la disparition de L’Époque, Terme et Duvernois fondent Le Peuple, ré-intitulé Le Peuple français en juillet suivant afin de se différencier d'un journal homonyme.
Orléaniste rallié à l'empire libéral, Terme est décoré de la Légion d'honneur en mars 1869.
Deux mois plus tard, à l'occasion des élections de 1869, il se présente en tant que « conservateur libéral » dans la première circonscription de la Seine. Avec 2 290 voix (soit 6,5 % des suffrages exprimés), il termine en troisième position, loin derrière les candidats de l'opposition, le sortant Hippolyte Carnot (26%) et l'élu du premier tour, Léon Gambetta (61 %). Ce dernier ayant choisi de représenter la circonscription des Bouches-du-Rhône où il avait également été élu, un scrutin partiel a lieu en novembre suivant. Terme retente sa chance, sous l'étiquette de « candidat démocrate libéral et constitutionnel » mais il est à nouveau battu, en troisième place, derrière Carnot. Le nouvel élu est l'opposant Henri Rochefort.
L'année suivante, une nouvelle élection partielle a lieu dans la 3e circonscription du Rhône afin de pourvoir le siège de député laissé vacant par la mort d'Hippolyte Perras. Terme envisage de poser sa candidature, avant de renoncer.
En 1874, Frédérick Terme rachète le Lyon-Journal, fondé l'année précédente par un autre bonapartiste, Adolphe Ponet,.
En 1880, Terme devient président du conseil d'administration de la société de transports « L'Urbaine ».
Malade, Frédérick Terme meurt le 29 décembre 1881 en son domicile parisien du no 57 de la rue du Faubourg-Montmartre.